# Осеола (Айова)
Осеола (англ. Osceola) — город в США, административный центр округа Кларк штата Айова. Население — 5415 человек (2020).

## География
Осеола расположена по координатам 41°01′48″ с. ш. 93°46′47″ з. д. (41.030020, -93.779638). По данным Бюро переписи населения США в 2010 году город имел площадь 17,31 км², из которых 16,78 км² — суша и 0,53 км² — водоёмы. В 2017 году площадь составила 19,25 км², из которых 18,38 км² — суша и 0,86 км² — водоёмы.

## Демография
| Год переписи | Нас. |  | %±    |
| ------------ | ---- |  | ----- |
| 1870         | 1298 |  | —     |
| 1880         | 1769 |  | 36,3% |
| 1890         | 2120 |  | 19,8% |
| 1900         | 2505 |  | 18,2% |
| 1910         | 2416 |  | −3,6% |
| 1920         | 2684 |  | 11,1% |
| 1930         | 2871 |  | 7%    |
| 1940         | 3281 |  | 14,3% |
| 1950         | 3422 |  | 4,3%  |
| 1960         | 3350 |  | −2,1% |
| 1970         | 3124 |  | −6,7% |
| 1980         | 3750 |  | 20%   |
| 1990         | 4164 |  | 11%   |
| 2000         | 4659 |  | 11,9% |
| 2010         | 4929 |  | 5,8%  |
| 2020         | 5415 |  | 9,9%  |

Согласно переписи 2010 года, в городе проживало 4929 человек в 1974 домохозяйствах в составе 1208 семей. Плотность населения составляла 285 человек/км². Было 2184 квартир (126/км²).
Расовый состав населения:
| - 91,0 % — белых - 0,6 % — чёрных или афроамериканцев - 0,6 % — азиатов - 0,4 % — коренных американцев - 0,1 % — выходцев из тихоокеанских островов - 6,2 % — лиц других рас |

К двум или более расам принадлежало 1,2 %. Доля испаноязычных составила 17,6 % всего населения.
По возрастному диапазону население распределялось следующим образом: 26,1 % — лица младше 18 лет, 56,6 % — лица в возрасте 18-64 лет, 17,3 % — лица в возрасте 65 лет и старше. Медиана возраста жителя составила 36,8 лет. На 100 человек женского пола в городе приходилось 94,3 мужчин; на 100 женщин в возрасте от 18 лет и старше — 90,8 мужчин также старше 18 лет.
Средний доход на одно домашнее хозяйство составил 47 759 долларов США (медиана — 40 204), а средний доход на одну семью — 61 258 долларов (медиана — 50 962). Медиана доходов составляла 37 652 доллара для мужчин и 31 314 доллара для женщин. За чертой бедности находилось 21,8 % человек, в том числе 34,9 % детей в возрасте до 18 лет и 14,5 % лиц в возрасте 65 лет и старше.
Гражданское трудоустроенное население составляло 2336 человек. Основные области занятости: образование, здравоохранение и социальная помощь — 25,7 %, производство — 18,5 %, искусство, развлечения и отдых — 17,3 %.